# Rubreen
Rubreen (5,6,11,12-tetrafenylnaftaceen) is een polycyclische aromatische koolwaterstof met acht benzeenringen in een stervorm. Het is een roodkleurig, kristallijn poeder.
Rubreen is een organische halfgeleider en is een van de organische halfgeleiders met de grootste bekende elektronenmobiliteit. Het wordt gebruikt in oleds, zonnecellen en veldeffecttransistoren. Uit rubreen kan men één-kristal-transistoren vervaardigen.
In organische elektroluminescentie (oleds) verhoogt rubreen de efficiëntie van de luminescentie. Rubreen geeft op zichzelf een geel licht; om een andere kleur te verkrijgen kan het gecombineerd worden met een andere stof; bijvoorbeeld om een witte oled te krijgen brengt men boven de geel-oplichtende rubreenlaag een blauw-oplichtende laag aan, die 9,10-di-(2-naftyl)antraceen of een derivaat daarvan bevat.